# Alfred Berghausen
Alfred Berghausen (Duisburg, 9 dicembre 1889 – 6 settembre 1954) è stato un calciatore tedesco, di ruolo difensore.